# Hoshino Tatsuko

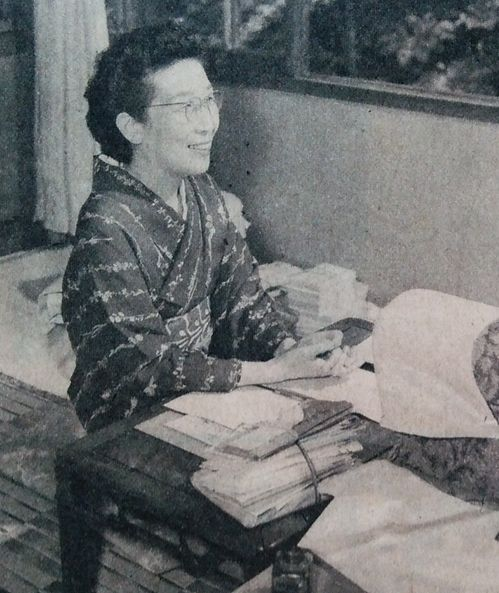
Hoshino Tatsuko

Hoshino Tatsuko (jap. 星野 立子; * 15. November 1903 in Tokio; † 3. März 1984 in Kamakura) war eine japanische Haiku-Dichterin der Shōwa-Zeit.

## Leben
Hoshino Tatsuko wurde am 15. November 1903 als zweite Tochter des Haiku-Dichters Takahama Kyoshi im damaligen Bezirk Kōjimachi der Stadt Tokio geboren. Dort absolvierte sie die Frauenuniversität.
Nach der Eheschließung mit Hoshino Yoshito (星野 吉人) wurde sie von ihrem Vater Kyoshi ermuntert, Haiku zu schreiben.
Sie gründete die erste von Frauen gestaltete Haiku-Zeitschrift, der sie den Namen Tamamo (玉藻, dt. „Seegras“) gab, und wurde auch Mitglied des Kreises der Haiku-Zeitschrift Hototogisu. Zusammen mit Nakamura Teijo, Hashimoto Takako und Mitsuhashi Takajo begründete sie die Haiku-Dichtung der Frauen. Wegen des gemeinsamen Anfangsbuchstaben der (transkribierten) Eigennamen wurden diese vier auch als die „vier T“ bezeichnet.
Nach dem Tode Kyoshis erhielt Hoshino Tatsuko die Aufgabe, Haiku für die Asahi-Zeitung auszuwählen. Auch an verschiedenen anderen Stellen bemühte sie sich um die Ausbildung jüngerer Generationen.

## Werke (Auswahl)
- Zoku Tatsuko kushū: dai ni. Seishidō, Tokio 1947
- Sasame, 1950
- Jissei: kushū. Tamamosha, Tokio 1957
- Yamato no sekibutsu. Tankōshinsha, Kyoto 1965
- Kushū shunrai. Tōkyō Bijutsu, Tokio 1969

| Personendaten    | Personendaten              |
| ---------------- | -------------------------- |
| NAME             | Hoshino, Tatsuko           |
| ALTERNATIVNAMEN  | 星野 立子 (japanisch)      |
| KURZBESCHREIBUNG | japanische Haiku-Dichterin |
| GEBURTSDATUM     | 15. November 1903          |
| GEBURTSORT       | Tokio                      |
| STERBEDATUM      | 3. März 1984               |
| STERBEORT        | Kamakura                   |